# 恐怖假日
《假期真要命》（英語：Holidays）是一部於2016年上映的美國多段式奇幻恐怖喜劇片，由凱文·史密斯編劇和剪輯，以及與超過十多名近代著名恐怖片導演執導。

## 外部連結
- 官方网站
- 互联网电影数据库（IMDb）上《恐怖假日》的资料（英文）
- AllMovie上《恐怖假日》的资料（英文）
- TCM电影资料库上《恐怖假日》的资料（英文）
- 爛番茄上《恐怖假日》的資料（英文）